# Edith Willumsen
Edith Wilhelmine Willumsen, født Wessel (1. januar 1875 i Aalborg – 1. november 1963 i København) var en dansk billedhugger.
Willumsen var i sine unge år elev på Vilhelm Klein’s kunstskole og porcelænsmaler ved Bing & Grøndahl, men rejste omkring århundredeskiftet til USA, hvor hun bl.a. blev kunstnerisk rådgiver hos en glaskunstner i New York City, hvor hun designede og modellerede keramikovne. Hjemvendt til Danmark i 1902 udstillede hun sine første bronzestatuetter på Charlottenborgs Forårsudstilling.
Fra 1903 til 1928 var hun gift med billedhugger J.F. Willumsen.
De fleste af Edith Willumsens værker er udstillet på J.F. Willumsens Museum.